# The West Point Story
The West Point Story è un film del 1950 diretto da Roy Del Ruth.
È un film commedia musical statunitense con James Cagney, Virginia Mayo e Doris Day. Ottenne una nomination ai premi Oscar nella categoria migliore colonna sonora (a Ray Heindorf).

## Produzione
Il film, diretto da Roy Del Ruth (che appare in un cameo nel ruolo di un caporale) su una sceneggiatura di John Monks Jr., Charles Hoffman e Irving Wallace con il soggetto dello stesso Wallace, fu prodotto da Louis F. Edelma per la Warner Bros. Pictures. La colonna sonora è composta dai brani Ten Thousand Sheep, By the Kissing Rock, You Love Me, One Hundred Days Until June, Military Polka, Long Before I Knew You, B'klyn, con musica di Jule Styne e le parole di Sammy Cahn.

## Distribuzione
Il film fu distribuito negli Stati Uniti dal 25 novembre 1950 al cinema dalla Warner Bros. Pictures.
Alcune delle uscite internazionali sono state:
- in Svezia il 14 maggio 1951 (Vårflamman)
- nel Regno Unito il 15 ottobre 1951 (Fine and Dandy)
- in Danimarca il 25 gennaio 1952 (Regimentet danser)
- in Australia l'8 febbraio 1952
- in Francia il 14 marzo 1952 (Les Cadets de West Point)
- in Finlandia il 25 aprile 1952 (Kevätheila)
- nelle Filippine il 27 maggio 1952
- in Portogallo il 4 giugno 1953 (Os Cadetes Divertem-se)
- in Germania il 15 giugno 2007 (in DVD)
- in Belgio (Les Cadets de West Point e Kadetten van West Point)
- in Brasile (Conquistando West Point)
- in Grecia (I sholi diaskedazei)

## Promozione
Le tagline sono:
- "The New Warner Bros. Dandy! A Song-Spangled, Colors-Flying Salute to Uncle Sam's Own Cadets!" (locandina originale).
- "It's another Dandy! A Song-Spangled, Colors-Flying Salute to Uncle Sam's Own Cadets! " (locandina DVD).